# Ace of Base
Ace of Base é uma banda sueca de música pop, formada em 1990, originalmente constituída pelos irmãos Jonas, Linn, e Jenny Berggren, e por Ulf Ekberg. 
Eles alcançaram sucesso mundial após o lançamento de seu álbum de estreia Happy Nation em 1992. Posteriormente relançado como The Sign, recebeu certificado nônuplo de platina nos Estados Unidos, e foi o álbum mais vendido de 1994. Um dos álbuns de estreia de maior sucesso de todos os tempos, ele foi o primeiro a produzir três singles número 1 na parada da Billboard Mainstream Top 40: "All That She Wants", "The Sign", e "Don't Turn Around".
Eles continuaram a lançar singles de sucesso ao longo da década de 1990, com canções como "Beautiful Life", "Lucky Love", "Cruel Summer", e "Life Is a Flower". Em 2002, eles já haviam vendido um total de 30 milhões de cópias de seus quatro primeiros álbuns de estúdio, tornando-os o terceiro grupo sueco de maior sucesso de todos os tempos, atrás de ABBA e Roxette.
Apesar de estar praticamente inativo desde 2012, o grupo nunca se separou oficialmente. Na última década, eles lançaram várias faixas demo, primeiro através de sua página no Facebook, depois, em 2015,, na coletânea Hidden Gems. Uma edição expandida de dois discos foi incluída no boxset de 2020 All That She Wants: The Classic Collection. Jenny Berggren continua a cantar, de forma solo, os sucessos do grupo em shows ao redor do mundo.

## História
A história da banda teve início quando os três irmãos Jonas, Jenny e Linn Berggren formaram uma banda chamada "Tech Noir". Jonas conheceu o Ulf Ekberg e juntos começaram a compor e produzir músicas, criando assim o Ace of Base.
Após gravar uma fita demo, onde entre outras estava "All That She Wants", eles foram para Estocolmo procurar pelas grandes Gravadoras. Nenhuma delas se mostrou interessada (Jonas ainda se lembra de alguém falando que as músicas eram "Obvias demais, simples demais"). O próximo passo foi Copenhaga, onde a Mega Records imediatamente viu que eles tinham potencial e adorou o estilo pop-reggae das músicas.
O primeiro single do Ace of Base foi "Wheel of Fortune", seguido então pelo conhecidíssimo hit "All That She Wants". "The Sign" e "Don't Turn Around" também se tornaram sucessos internacionais.
A banda primeiramente teve sucesso na Dinamarca, depois Alemanha, no resto da Europa, e na Ásia, antes de conquistar a América.
No total, o primeiro álbum, chamado Happy Nation, vendeu 23 milhões de cópias[carece de fontes?] e mantém a marca de "álbum de estreia mais vendido" no Guiness Book,[carece de fontes?] além de alcançar vários prémios, como seis WMA, três Billboard Awards, três America Music Awards, vários Grammy Awards da Europa e duas nomeações ao Grammy.

## Discografia
- Happy Nation / The Sign (1992/1993)
- The Bridge (1995)
- Flowers / Cruel Summer (1998)
- Da Capo (2002)
- The Golden Ratio (2010)